# Bulbophyllum piluliferum
Bulbophyllum piluliferum är en orkidéart som beskrevs av George King och Robert Pantling. Bulbophyllum piluliferum ingår i släktet Bulbophyllum och familjen orkidéer. Inga underarter finns listade i Catalogue of Life.